# Eimsheim
Eimsheim – miejscowość i gmina w Niemczech, w kraju związkowym Nadrenia-Palatynat, w powiecie Mainz-Bingen, wchodzi w skład gminy związkowej Rhein-Selz. Do 30 czerwca 2014 wchodziła w skład gminy związkowej Guntersblum.